# Coprinellus marculentus
Coprinellus marculentus är en svampart som först beskrevs av Max Britzelmayer, och fick sitt nu gällande namn av Redhead, Vilgalys & Moncalvo 2001. Coprinellus marculentus ingår i släktet Coprinellus och familjen Psathyrellaceae.  Arten är reproducerande i Sverige. Inga underarter finns listade i Catalogue of Life.